# Mistrzostwa świata w lekkiej atletyce masters
Mistrzostwa świata w lekkiej atletyce masters (ang. World Masters Athletics Championships – Stadia (WMAC)) – zawody lekkoatletyczne dla sportowców, którzy ukończyli 35 rok życia organizowane regularnie co dwa lata (od 2016 w latach parzystych) przez World Master Athletics począwszy od roku 1975, rozgrywane na stadionie.

## Edycje
| Edycja | Rok  | Gospodarz     | Daty                          | Liczba państw | Liczba zawodników |
| ------ | ---- | ------------- | ----------------------------- | ------------- | ----------------- |
| 1      | 1975 | Toronto       | 11–16 sierpnia                | 32            | 1427              |
| 2      | 1977 | Göteborg      | 8–13 sierpnia                 | 45            | 2670              |
| 3      | 1979 | Hanower       | 27 lipca – 2 sierpnia         | 22            | 2700              |
| 4      | 1981 | Christchurch  | 7–14 stycznia                 | 42            | 3126              |
| 5      | 1983 | San Juan      | 23–30 września                | 44            | 2400              |
| 6      | 1985 | Rzym          | 22–30 czerwca                 | 48            | 4330              |
| 7      | 1987 | Melbourne     | 29 listopada – 6 grudnia      | 52            | 4817              |
| 8      | 1989 | Eugene        | 27 lipca – 6 sierpnia         | 57            | 4754              |
| 9      | 1991 | Turku         | 18–28 lipca                   | 56            | 4802              |
| 10     | 1993 | Miyazaki      | 7–17 października             | 71            | 11475             |
| 11     | 1995 | Buffalo       | 13–23 lipca                   | 81            | 5335              |
| 12     | 1997 | Durban        | 17–27 lipca                   | 69            | 5735              |
| 13     | 1999 | Gateshead     | 29 lipca – 8 sierpnia         | 74            | 5843              |
| 14     | 2001 | Brisbane      | 1–14 lipca                    | 80            | 3670              |
| 15     | 2003 | Carolina      | 1–13 lipca                    | 79            | 4903              |
| 16     | 2005 | San Sebastián | 22 sierpnia – 3 września      | 91            | 2700              |
| 17     | 2007 | Riccione      | 4–15 września                 | 97            | 8946              |
| 18     | 2009 | Lahti         | 28 lipca – 8 sierpnia         | 96            | 4948              |
| 19     | 2011 | Sacramento    | 6–17 lipca                    | 93            | 4761              |
| 20     | 2013 | Porto Alegre  | 16–27 października            | 82            | 4138              |
| 21     | 2015 | Lyon          | 4–16 sierpnia                 | 98            | 8073              |
| 22     | 2016 | Perth         | 26 października – 6 listopada | 90            | 4028              |
| 23     | 2018 | Malaga        | 4–16 września                 | 100           | 8200              |
| 24     | 2022 | Tampere       | 29 czerwca – 10 lipca         | 90            | 4617              |
| 25     | 2024 | Göteborg      | 13–25 sierpnia                | 110           | 8028              |
| 26     | 2026 | Daegu         |                               |               |                   |